# Cocconotus laevifrons
Cocconotus laevifrons är en insektsart som först beskrevs av Brunner von Wattenwyl 1895.  Cocconotus laevifrons ingår i släktet Cocconotus och familjen vårtbitare. Inga underarter finns listade i Catalogue of Life.